# Верх-Шубинка
Верх-Шу́бинка (рос. Верх-Шубинка) — село у складі Цілинного району Алтайського краю, Росія. Входить до складу Марушинської сільської ради.

## Населення
Населення — 86 осіб (2010; 195 у 2002).
Національний склад (станом на 2002 рік):
- росіяни — 90 %